# CFR-Baureihe 96
Der CFR-Baureihe 96 ist ein Nahverkehrstriebzug aus dem von Siemens Mobility (vormals Siemens Transportation Systems) entwickelten Fahrzeugkonzept Desiro Classic. Betreiber ist CFR Călători (SNTFC).
Den Auftrag erhielt die Firma Siemens Mobility im April 2002, in deren Werk in Krefeld-Uerdingen ein Teil der Produktion stattfand. Die Inbetriebnahme erfolgte im Prüfcenter in Wegberg-Wildenrath.
Der erste Zug wurde am 19. Dezember 2002 in Uerdingen an die SNTFC übergeben. Etwas mehr als die Hälfte der 120 zweiteiligen Triebzüge wurde in Rumänien vor Ort produziert, wobei die letzten 2007 ausgeliefert wurden.
Technisch sind die Züge nahezu baugleich mit der DB-Version der Baureihe 642.

## Einsatzgebiet
Die Triebzüge verkehren rund um Bukarest und zwischen den Städten Arad, Oradea und Cluj. Außerdem werden sie auf verschiedenen Nahverkehrsstrecken eingesetzt.